# Евстратовка (Гомельская область)
Евстратовка (бел. Яўстра́таўка) — посёлок в Тереничском сельсовете Гомельского района Гомельской области Республики Беларусь.

## География

### Расположение
В 25 км на юго-запад от Гомеля, в 15 км от железнодорожной станции Якимовка.

### Гидрография
На юге и западе мелиоративные каналы связанные с рекой Иволька (приток реки Уза).

## Транспортная система
Транспортная связь по просёлочной, а затем по автомобильной дороге Жлобин — Гомель.
В посёлке 9 жилых дома (2004 год). Планировка из короткой, прямолинейной улицы. Застройка деревянными домами усадебного типа.

## История
Основан в начале XX века переселенцами с соседних деревень. В 1926 году в Уваровичском районе Гомельского округа. В 1931 году организован колхоз. Во время Великой Отечественной войны 10 жителей посёлка погибли на фронтах.
До 1 августа 2008 года в составе Телешевского сельсовета.

## Население

### Численность
- 2004 год — 9 дворов, 15 жителей.

### Динамика
- 1926 год — 14 дворов, 67 жителей.
- 1959 год — 49 жителей (согласно переписи).
- 2004 год — 9 дворов, 15 жителей.